# Lonchura
Lonchura – rodzaj ptaków z rodziny astryldowatych (Estrildidae).

## Występowanie
Rodzaj obejmuje gatunki występujące w Azji i Australazji.

## Morfologia
Długość ciała 10–15 cm, masa ciała 7,5–27,8 g.

## Systematyka

### Etymologia
Nazwa rodzajowa jest połączeniem słów z języka greckiego: λογχη lonkhē – „grot, lanca” oraz ουρα oura – „ogon”.

### Gatunek typowy
Fringilla nisoria Temminck = Loxia punctulata Linnaeus.

### Podział systematyczny
Do rodzaju należą następujące gatunki:

- Lonchura striata (Linnaeus, 1766) – mniszka białorzytna
- Lonchura leucogastroides (F. Moore, 1858) – mniszka białobrzucha
- Lonchura fuscans (Cassin, 1852) – mniszka ciemna
- Lonchura molucca (Linnaeus, 1766) – mniszka jarzębata
- Lonchura punctulata (Linnaeus, 1758) – mniszka muszkatowa
- Lonchura kelaarti (Jerdon, 1863) – mniszka marmurkowa
- Lonchura leucogastra (Blyth, 1846) – mniszka żółtosterna
- Lonchura tristissima (Wallace, 1865) – mniszka złotorzytna
- Lonchura quinticolor (Vieillot, 1807) – mniszka kasztanowogłowa
- Lonchura malacca (Linnaeus, 1766) – mniszka kapturowa
- Lonchura maja (Linnaeus, 1766) – mniszka białogłowa
- Lonchura pallida (Wallace, 1864) – mniszka blada
- Lonchura grandis (Sharpe, 1882) – mniszka wielkodzioba
- Lonchura vana (E. Hartert, 1930) – mniszka złotosterna
- Lonchura caniceps (Salvadori, 1876) – mniszka szarogłowa
- Lonchura nevermanni Stresemann, 1934 – mniszka czarnobroda
- Lonchura spectabilis (P.L. Sclater, 1879) – mniszka papuaska
- Lonchura forbesi (P.L. Sclater, 1879) – mniszka płowa
- Lonchura hunsteini (Finsch, 1886) – mniszka sędziwa
- Lonchura flaviprymna (Gould, 1845) – mniszka nadobna
- Lonchura castaneothorax (Gould, 1837) – mniszka przepasana
- Lonchura stygia Stresemann, 1934 – mniszka czarna
- Lonchura teerinki Rand, 1940 – mniszka czarnopierśna
- Lonchura monticola (De Vis, 1897) – mniszka czarnowstęga
- Lonchura montana Junge, 1939 – mniszka górska
- Lonchura melaena (P.L. Sclater, 1880) – mniszka grubodzioba
- Lonchura fuscata (Vieillot, 1807) – ryżowiec czekoladowy
- Lonchura oryzivora (Linnaeus, 1758) – ryżowiec siwy